# Mojave (rzeka)

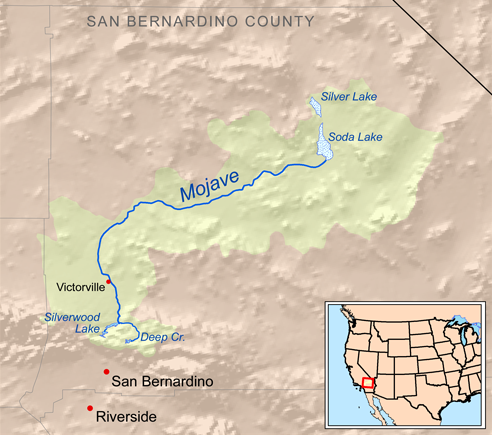
Dorzecze rzeki Mojave

Mojave – okresowa rzeka we wschodniej części gór San Bernardino  w hrabstwie San Bernardino w Kalifornii. Z reguły płynie pod powierzchnią gruntu, podczas gdy kanały powierzchniowe są przez większość czasu suche, z wyjątkiem źródeł i kilku wąwozów w dolnym biegu rzeki.

## Historia
Pustynny odłam indiańskiego ludu Serrano, zwany Vanyume lub Beñemé, jak nazwał go franciszkanin Francisco Garcés, żył wzdłuż większej części biegu rzeki Mojave na obszarze na wschód od Barstow do co najmniej regionu Victorville i przypuszczalnie jeszcze dalej na południe w górę rzeki od 8000 lat. Indiański szlak, a późniejsza droga europejskich imigrantów zwana Mojave Road, biegła równolegle do rzeki od jeziora Soda Lake do przełęczy Cajon Pass. Indianie używali tego szlaku handlowego w drodze na wybrzeże, ze względu na wodę, którą łatwo było znaleźć po drodze. Garcés badał bieg rzeki na początku 1776 r. 9 marca 1776 nazwał ją Arroyo de los Mártires (rzeką męczenników), ale Hiszpanie nazwali ją później Río de las Ánimas (rzeka duchów lub zagubionych dusz). Pierwszym Amerykaninem europejskiego pochodzenia, który 1826 r. odbył podróż do Kalifornii indiańskim szlakiem Mojave Trail, był Jedediah Smith. Nadał rzece nazwę Inconstant River (Rzeka Niestała). John Frémont nazwał ją 23 kwietnia 1844 r. rzeką Mohahve od ludu Mohave, chociaż żyli oni dwa łańcuchy górskie dalej nad rzeką Kolorado, ale tego właśnie dnia spotkał sześciu wędrowców z tego właśnie plemienia. Nazwę Macaby River nadali jej mormońscy ranczerzy.
W późniejszym okresie handlowe szlaki Old Spanish Trail i Salt Lake Trail (szlak mormoński) uległy połączeniu z Mojave Road w pobliżu osady Daggett, gdzie w przeszłości znajdował się Camp Cady.

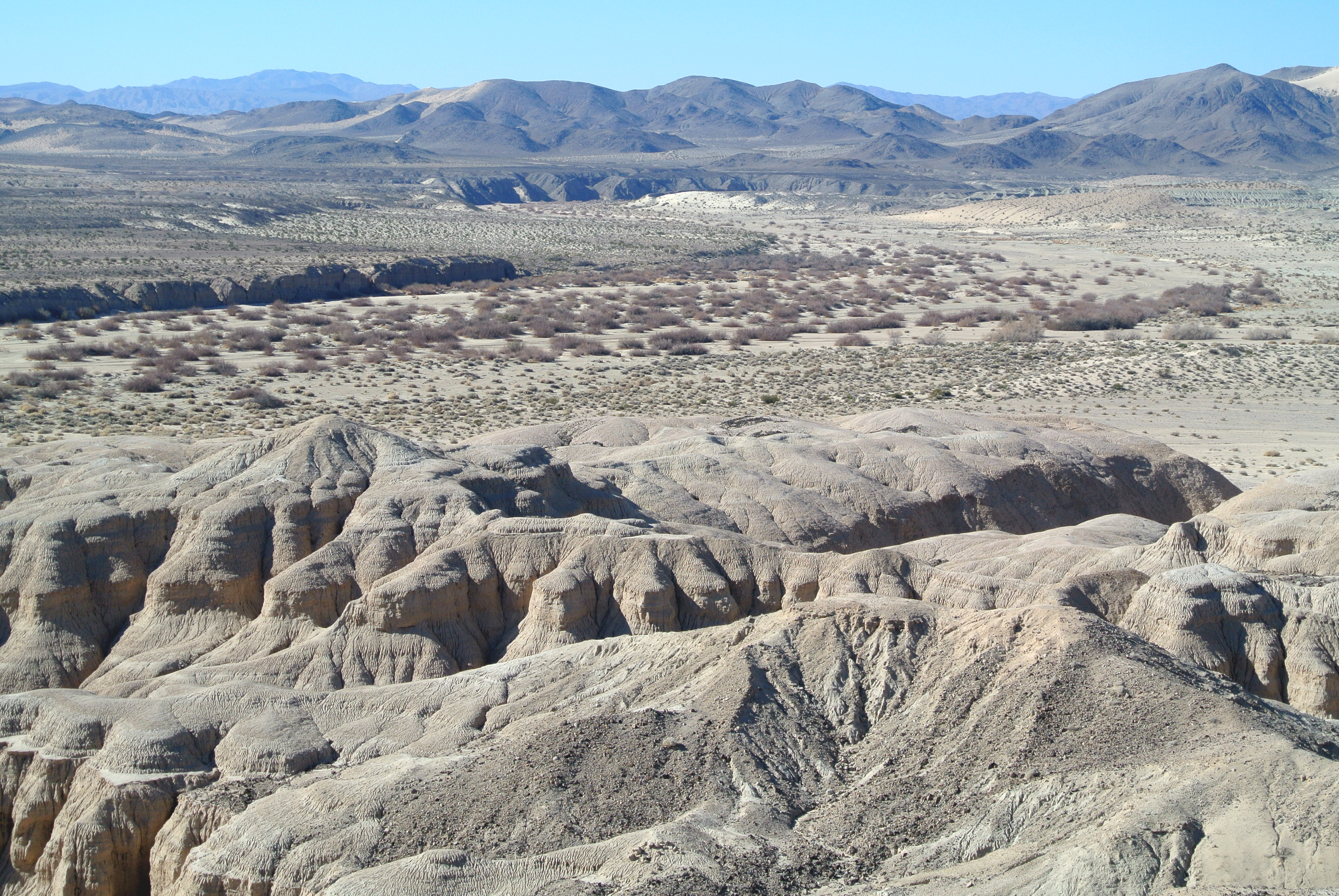
Rzeka Mojave przecinająca osady jeziora Manix

## Przebieg
Źródła rzeki znajdują się w górach San Bernardino, jednym z łańcuchów Gór Nadbrzeżnych w pobliżu Hesperii w hrabstwie San Bernardino.
Zachodni potok źródłowy, West Fork, wpływa do zbiornika Silverwood Lake, który powstał po wybudowaniu tamy Cedar Springs Dam. Woda ze zbiornika zasila również rzekę. Poniżej tamy Deep Creek łączy się z West Fork, tworząc rzekę Mojave, a zaraz poniżej znajduje się zapora Mojave Forks Dam, służąca ochronie przeciwpowodziowej. Poniżej zapory rzeka płynie na północ i wschód, w wielu miejscach pod ziemią przez Hesperię, Victorville i Barstow.
W strefie ujścia rzeka Mojave wpływa do dużej śródlądowej delty, zwanej  Mojave River Wash, w zachodniej części rezerwatu Mojave National Preserve. W czasie dużych powodzi rzeka dociera do Soda Lake w pobliżu Baker na północy delty, dotarła też w historycznych czasach do Silver Lake, a nawet dalej na północ. Na przykład w czasie niezwykle deszczowej zimy 2005/06 rzeka Mojave płynęła na powierzchni na całym biegu do Silver Lake i wypełniła Soda i Silver Lake na głębokość kilku stóp.

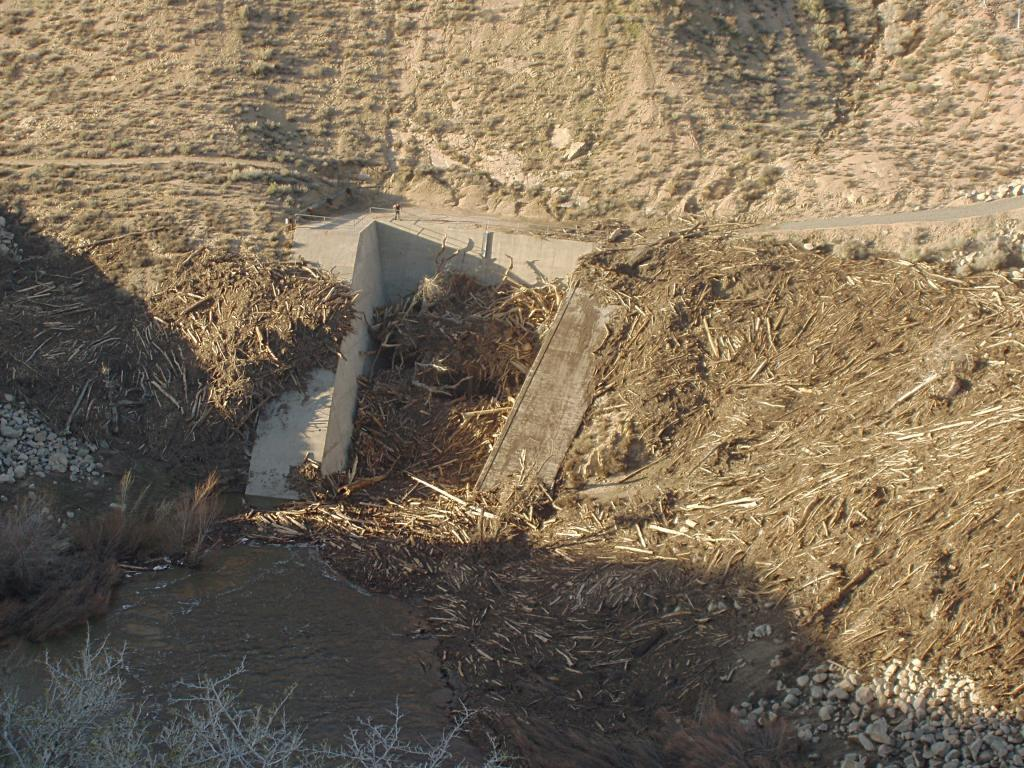
Wypływ z Mojave River Dam

Woda w rzece płynie zwykle pod ziemią, a powierzchniowe kanały są przez większość czasu suche. Występują jednak ekstremalne powodzie. Na przykład w czasie silnego zjawiska El Niño deszcze na pustyni Mojave spowodowały, że 22.02.1992 rzeka Mojave zatopiła przechodzące przez nią mosty. Najbardziej uszkodzona została droga Bear Valley Road, wskutek czego zostały odcięte od siebie Victorville i Apple Valley. Woda pokazuje się na powierzchni tylko w miejscach występowania nieprzepuszczalnych warstw skalnych, takich jak przesmyki koło Victorville i rejon kanionu Afton na północny wschód od Barstow.

## Afton Canyon Natural Area

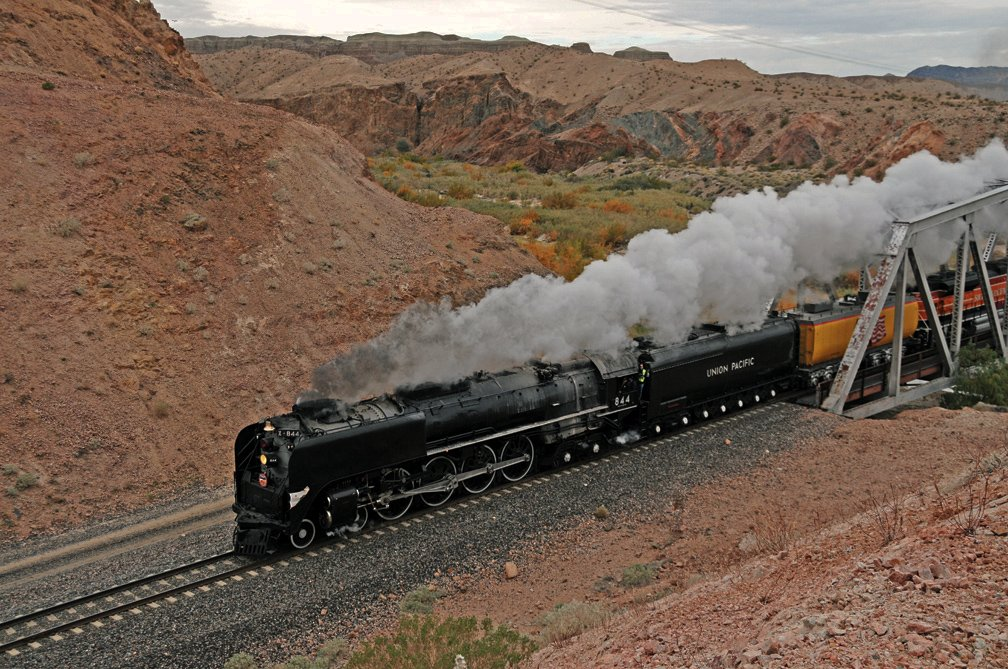
Lokomotywa Union Pacific 844 prowadzi pociąg wycieczkowy przez kanion Afton, 2011.

Afton Canyon Natural Area (Naturalny obszar kanionu Afton) zarządzany przez Bureau of Land Management położony jest 60 km na północny wschód od Barstow wzdłuż drogi Intestate 15, między Afton Road i Basin Road. Kanion Afton, uznany za obszar silnie zagrożony środowiskowo, powstał w celu ochrony siedlisk roślinnych i zwierzęcych oraz zachowania wartości krajobrazowych obszarów nadbrzeżnych rzeki Mojave w kanionie. Egzekwowanie granic Rasor Off-Highway Vehicle Area, czyli obszaru przeznaczonego dla pojazdów terenowych, spowodowało ograniczenie poruszania się ich i zmniejszenie zniszczeń w korycie rzeki i w kanionie. Kontynuowane są projekty rekultywacji, które pozwoliły na zmianę ekologicznego statusu rzeki z "nie funkcjonujący" na "zagrożony". Celem ambitnych planów rekultywacyjnych jest utrzymanie pod kontrolą egzotycznych roślin, a szczególnie freatofitycznego tamaryszku (w pierwszym rzędzie tamaryszku rozgałęzionego Tamarix ramosissima i T. parviflora) oraz przywrócenie podstawowych elementów zagrożonych, rodzimych w Kalifornii środowisk roślinnych prowadzące do odtworzenia prawidłowo funkcjonujących habitatów roślinnych i zwierzęcych.

## Literatura
- Philip Stoffer - Changing Climates and Ancient Lakes : Desert Landforms and Surface Processes in the Mojave National Preserve and Vicinity ; Open-File Report 2004-1007 ; format .html ; USGS, US Department of the Interior ; url=http://pubs.usgs.gov/of/2004/1007/climates.html ; 14.01.2004  ; dostęp 2009-09-12
- Philip Stoffer - Playas : Desert Landforms and Surface Processes in the Mojave National Preserve and Vicinity ; Open-File Report 2004-1007 ; format .html ; USGS, US Department of the Interior ; url=http://pubs.usgs.gov/of/2004/1007/playas.html ; 14.01.2004  ; dostęp 2009-09-12
- Philip Stoffer - The Mojave River and Associated Lakes ; Desert Landforms and Surface Processes in the Mojave National Preserve and Vicinity ; Open-File Report 2004-1007 ; format .html ; USGS, US Department of the Interior ; http://pubs.usgs.gov/of/2004/1007/river.html | 14.01.2004 ; dostęp 2009-09-12